# Final de la Copa Asiática 2007

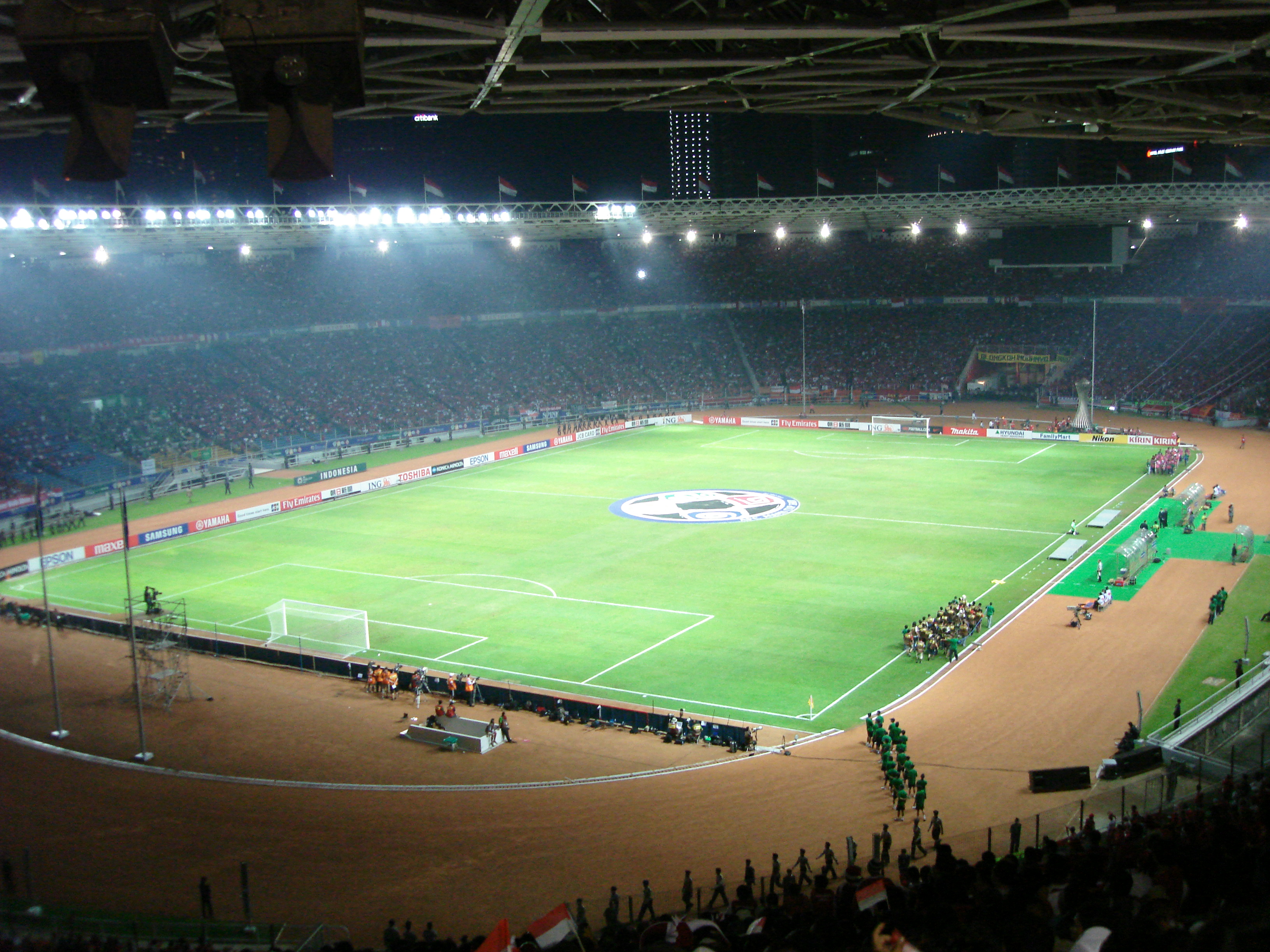
El Estadio Bung Karno fue el recinto donde se disputó la final.

La final de la Copa Asiática de 2007 fue jugada en el Estadio Bung Karno el 29 de julio de 2007, los finalistas del torneo fueron la selección de Irak y la selección de Arabia Saudita. El ganador del partido tenía derecho a participar en la Copa FIFA Confederaciones de 2009 que sería realizada en Sudáfrica. La victoria fue para los iraquíes quienes con este triunfo consiguieron su primera corona.

## Enfrentamiento
| Bandera de Irak | vs. | Bandera de Arabia Saudita |
| Irak 1          | vs. | Arabia Saudita 0          |
| --------------- | --- | ------------------------- |

## Camino a la final
| Equipo    | Pts. | PJ | PG | PE | PP | GF | GC | Dif |
| --------- | ---- | -- | -- | -- | -- | -- | -- | --- |
| Irak      | 5    | 3  | 1  | 2  | 0  | 4  | 2  | 2   |
| Australia | 4    | 3  | 1  | 1  | 1  | 6  | 4  | 2   |
| Tailandia | 4    | 3  | 1  | 1  | 1  | 3  | 5  | -2  |
| Omán      | 2    | 3  | 0  | 2  | 1  | 1  | 3  | -2  |

| Equipo         | Pts. | PJ | PG | PE | PP | GF | GC | Dif |
| -------------- | ---- | -- | -- | -- | -- | -- | -- | --- |
| Arabia Saudita | 7    | 3  | 2  | 1  | 0  | 7  | 2  | 5   |
| Corea del Sur  | 4    | 3  | 1  | 1  | 1  | 3  | 3  | 0   |
| Indonesia      | 3    | 3  | 1  | 0  | 2  | 3  | 4  | -1  |
| Baréin         | 3    | 3  | 1  | 0  | 2  | 3  | 7  | -4  |

## Partido
| 22         | Guardameta     | Noor Sabri             |     |
| 2          | Defensa        | Jassim Mohammed Ghulam |     |
| 3          | Defensa        | Bassim Abbas           | 89' |
| 14         | Defensa        | Haidar Abdul-Amir      |     |
| 15         | Defensa        | Ali Rehema             |     |
| 5          | Centrocampista | Nashat Akram           |     |
| 11         | Centrocampista | Hawar Mulla Mohammed   |     |
| 13         | Centrocampista | Karrar Jassim          | 83' |
| 18         | Centrocampista | Mahdi Karim            | 90' |
| 24         | Centrocampista | Qusay Munir            |     |
| 10         | Delantero      | Younis Mahmoud         |     |
| Entrenador | Entrenador     | Jorvan Vieira          |     |

| 1          | Guardameta     | Yasser Al Mosailem     |     |
| 3          | Defensa        | Osama Hawsawi          |     |
| 7          | Defensa        | Kamel Al-Mousa         |     |
| 15         | Defensa        | Ahmed Al-Bahri         | 84' |
| 19         | Defensa        | Waleed Jahdali         |     |
| 14         | Centrocampista | Saud Khariri           |     |
| 16         | Centrocampista | Khaled Aziz            |     |
| 18         | Centrocampista | Abdulrahman Al-Qahtani | 46' |
| 20         | Centrocampista | Yasser Al-Qahtani      |     |
| 9          | Delantero      | Malek Mouath           |     |
| 17         | Delantero      | Taisir Al-Jassim       | 76' |
| Entrenador | Entrenador     | Hélio dos Anjos        |     |

| 16 | Delantero      | Ahmad Mnajed   | 83' |
| 7  | Centrocampista | Ali Abbas      | 89' |
| 8  | Centrocampista | Ahmad Abid Ali | 90' |

| 30 | Centrocampista | Ahmed Al-Mousa | 46' |
| 28 | Centrocampista | Abdoh Otaif    | 76' |
| 11 | Delantero      | Saad Al-Harthi | 84' |

| Amonestado | 9'  | Qusay Munir    |
| Amonestado | 24' | Karrar Jassim  |
| Amonestado | 38' | Younis Mahmoud |
| Amonestado | 75' | Ali Rehema     |

| Amonestado | 15' | Saud Khariri   |
| Amonestado | 38' | Waleed Jahdali |

| Anotado | 73' | Younis Mahmoud | 1-0 |

| Árbitro             | Mark Shield          |
| Árbitros asistentes | Begench Allaberdiyev |
| Árbitros asistentes | Mohamed Saeed        |
| Cuarto Árbitro      | Saad Kamil Al-Fadhli |

| 22         | Guardameta     | Noor Sabri             |     |
| 2          | Defensa        | Jassim Mohammed Ghulam |     |
| 3          | Defensa        | Bassim Abbas           | 89' |
| 14         | Defensa        | Haidar Abdul-Amir      |     |
| 15         | Defensa        | Ali Rehema             |     |
| 5          | Centrocampista | Nashat Akram           |     |
| 11         | Centrocampista | Hawar Mulla Mohammed   |     |
| 13         | Centrocampista | Karrar Jassim          | 83' |
| 18         | Centrocampista | Mahdi Karim            | 90' |
| 24         | Centrocampista | Qusay Munir            |     |
| 10         | Delantero      | Younis Mahmoud         |     |
| Entrenador | Entrenador     | Jorvan Vieira          |     |

| 1          | Guardameta     | Yasser Al Mosailem     |     |
| 3          | Defensa        | Osama Hawsawi          |     |
| 7          | Defensa        | Kamel Al-Mousa         |     |
| 15         | Defensa        | Ahmed Al-Bahri         | 84' |
| 19         | Defensa        | Waleed Jahdali         |     |
| 14         | Centrocampista | Saud Khariri           |     |
| 16         | Centrocampista | Khaled Aziz            |     |
| 18         | Centrocampista | Abdulrahman Al-Qahtani | 46' |
| 20         | Centrocampista | Yasser Al-Qahtani      |     |
| 9          | Delantero      | Malek Mouath           |     |
| 17         | Delantero      | Taisir Al-Jassim       | 76' |
| Entrenador | Entrenador     | Hélio dos Anjos        |     |

| 16 | Delantero      | Ahmad Mnajed   | 83' |
| 7  | Centrocampista | Ali Abbas      | 89' |
| 8  | Centrocampista | Ahmad Abid Ali | 90' |

| 30 | Centrocampista | Ahmed Al-Mousa | 46' |
| 28 | Centrocampista | Abdoh Otaif    | 76' |
| 11 | Delantero      | Saad Al-Harthi | 84' |

| Amonestado | 9'  | Qusay Munir    |
| Amonestado | 24' | Karrar Jassim  |
| Amonestado | 38' | Younis Mahmoud |
| Amonestado | 75' | Ali Rehema     |

| Amonestado | 15' | Saud Khariri   |
| Amonestado | 38' | Waleed Jahdali |

| Anotado | 73' | Younis Mahmoud | 1-0 |

| Árbitro             | Mark Shield          |
| Árbitros asistentes | Begench Allaberdiyev |
| Árbitros asistentes | Mohamed Saeed        |
| Cuarto Árbitro      | Saad Kamil Al-Fadhli |

|                 |
| Bandera de Irak |
| Campeón Irak    |
| 1.er título     |